# Schnellstraßenbahnlinie 15 (Helsinki)
| Haltestelle Viikinmäki im Norden Helsinkis |                     |                            |                            |
| |                     |                            |                            |
| Streckenlänge: | 24,5 km             |                            |                            |
| Spurweite: | 1000 mm (Meterspur) |                            |                            |
| Stromsystem: | 600 V =             |                            |                            |
| Streckengeschwindigkeit: | 80 km/h             |                            |                            |
| Zweigleisigkeit: | ganze Strecke       |                            |                            |
| |                     |                            |                            |
| Gesellschaft: | HKL                 |                            |                            |
| \| \| 0,0 \| Keilaniemi \| Keilaniemi \| \| \| 0,6 \| Otaranta \| Otaranta \| \| \| 1,2 \| Aalto-yliopisto \| Aalto-yliopisto \| \| \| 2,1 \| Maari \| Maari \| \| \| 3,6 \| Lahdenpohja \| Lahdenpohja \| \| \| \| Ring I \| \| \| \| 4,6 \| Laajalahti \| Laajalahti \| \| \| \| Staatsstraße 1 \| \| \| \| 5,1 \| Linnoitustie \| Linnoitustie \| \| \| 5,8 \| Alberganesplanadi \| Alberganesplanadi \| \| \| 6,3 \| Leppävaaran asema \| Leppävaaran asema \| \| \| \| Ring I \| \| \| \| 6,9 \| Perkkaa \| Perkkaa \| \| \| 7,6 \| Vermo \| Vermo \| \| \| 8,3 \| Ravitie \| Ravitie \| \| \| \| Petterimäen-Tunnel (300 m) \| \| \| \| 9,3 \| Talin siirtolapuutarha \| Talin siirtolapuutarha \| \| \| 9,8 \| Takomotie \| Takomotie \| \| \| 10,2 \| Kutomotie \| Kutomotie \| \| \| 10,8 \| Vihdintie \| Vihdintie \| \| \| \| \| \| \| \| 11,4 \| Huopalahden asema \| Huopalahden asema \| \| \| \| \| \| \| \| 12,2 \| Ilkantie \| Ilkantie \| \| \| \| Staatsstraße 3 \| \| \| \| 12,7 \| Hämeenlinnanväylä \| Hämeenlinnanväylä \| \| \| 13,5 \| Pirkkola \| Pirkkola \| \| \| 14,3 \| Pirjontie \| Pirjontie \| \| \| 14,7 \| Maunula \| Maunula \| \| \| \| Staatsstraße 45 \| \| \| \| 15,4 \| Kustaankartano \| Kustaankartano \| \| \| 16,0 \| Teininpuisto \| Teininpuisto \| \| \| 16,5 \| Oulunkylän keskusta \| Oulunkylän keskusta \| \| \| \| \| \| \| \| 17,0 \| Oulunkylän asema \| Oulunkylän asema \| \| \| 17,6 \| Veräjämäki \| Veräjämäki \| \| \| \| Vantaanjoki \| \| \| \| 18,8 \| Viikinmäki \| Viikinmäki \| \| \| \| Staatsstraße 4 \| \| \| \| 19,8 \| Viikin tiedepuisto \| Viikin tiedepuisto \| \| \| 20,5 \| Latokartano \| Latokartano \| \| \| 22,1 \| Karhukallio \| Karhukallio \| \| \| 22,8 \| Kauppamyllyntie \| Kauppamyllyntie \| \| \| \| Depot \| \| \| \| 23,5 \| Roihupelto \| Roihupelto \| \| \| \| Zufahrt Metro-Depot \| \| \| \| 24,5 \| Itäkeskus \| Itäkeskus \| |                     |                            |                            |
| U-Bahn-Kopfbahnhof Streckenanfang · U-Bahn-Bahnhof (im Tunnel) | 0,0                 | Keilaniemi                 | Keilaniemi                 |
| U-Bahn-Haltepunkt / Haltestelle · U-Bahn-Strecke (im Tunnel) | 0,6                 | Otaranta                   | Otaranta                   |
| U-Bahn-Bahnhof · U-Bahn-Bahnhof (im Tunnel) | 1,2                 | Aalto-yliopisto            | Aalto-yliopisto            |
| U-Bahn-Haltepunkt / Haltestelle · U-Bahn-Strecke nach links (im Tunnel) | 2,1                 | Maari                      | Maari                      |
| U-Bahn-Haltepunkt / Haltestelle | 3,6                 | Lahdenpohja                | Lahdenpohja                |
| |                     | Ring I                     |                            |
| U-Bahn-Haltepunkt / Haltestelle | 4,6                 | Laajalahti                 | Laajalahti                 |
| |                     | Staatsstraße 1             |                            |
| U-Bahn-Haltepunkt / Haltestelle | 5,1                 | Linnoitustie               | Linnoitustie               |
| U-Bahn-Haltepunkt / Haltestelle · Strecke von links | 5,8                 | Alberganesplanadi          | Alberganesplanadi          |
| U-Bahn-Bahnhof · Bahnhof | 6,3                 | Leppävaaran asema          | Leppävaaran asema          |
| |                     | Ring I                     |                            |
| U-Bahn-Haltepunkt / Haltestelle · Strecke nach links | 6,9                 | Perkkaa                    | Perkkaa                    |
| U-Bahn-Haltepunkt / Haltestelle | 7,6                 | Vermo                      | Vermo                      |
| U-Bahn-Haltepunkt / Haltestelle | 8,3                 | Ravitie                    | Ravitie                    |
| U-Bahn-Tunnel |                     | Petterimäen-Tunnel (300 m) | Petterimäen-Tunnel (300 m) |
| U-Bahn-Haltepunkt / Haltestelle | 9,3                 | Talin siirtolapuutarha     | Talin siirtolapuutarha     |
| U-Bahn-Haltepunkt / Haltestelle | 9,8                 | Takomotie                  | Takomotie                  |
| U-Bahn-Haltepunkt / Haltestelle | 10,2                | Kutomotie                  | Kutomotie                  |
| U-Bahn-Haltepunkt / Haltestelle | 10,8                | Vihdintie                  | Vihdintie                  |
| U-Bahn-Tunnelanfang |                     |                            |                            |
| Strecke quer · U-Bahn-Turmbahnhof geradeaus unten (im Tunnel) · Strecke quer | 11,4                | Huopalahden asema          | Huopalahden asema          |
| U-Bahn-Tunnelende |                     |                            |                            |
| U-Bahn-Haltepunkt / Haltestelle | 12,2                | Ilkantie                   | Ilkantie                   |
| |                     | Staatsstraße 3             |                            |
| U-Bahn-Haltepunkt / Haltestelle | 12,7                | Hämeenlinnanväylä          | Hämeenlinnanväylä          |
| U-Bahn-Haltepunkt / Haltestelle | 13,5                | Pirkkola                   | Pirkkola                   |
| U-Bahn-Haltepunkt / Haltestelle | 14,3                | Pirjontie                  | Pirjontie                  |
| U-Bahn-Haltepunkt / Haltestelle | 14,7                | Maunula                    | Maunula                    |
| |                     | Staatsstraße 45            |                            |
| U-Bahn-Haltepunkt / Haltestelle | 15,4                | Kustaankartano             | Kustaankartano             |
| U-Bahn-Haltepunkt / Haltestelle | 16,0                | Teininpuisto               | Teininpuisto               |
| U-Bahn-Haltepunkt / Haltestelle | 16,5                | Oulunkylän keskusta        | Oulunkylän keskusta        |
| U-Bahn-Kreuzung mit Eisenbahn geradeaus unten · Strecke von rechts |                     |                            |                            |
| U-Bahn-Bahnhof · Bahnhof | 17,0                | Oulunkylän asema           | Oulunkylän asema           |
| U-Bahn-Haltepunkt / Haltestelle · Strecke nach links | 17,6                | Veräjämäki                 | Veräjämäki                 |
| U-Bahn-Brücke über Wasserlauf |                     | Vantaanjoki                | Vantaanjoki                |
| U-Bahn-Haltepunkt / Haltestelle | 18,8                | Viikinmäki                 | Viikinmäki                 |
| |                     | Staatsstraße 4             |                            |
| U-Bahn-Haltepunkt / Haltestelle | 19,8                | Viikin tiedepuisto         | Viikin tiedepuisto         |
| U-Bahn-Haltepunkt / Haltestelle | 20,5                | Latokartano                | Latokartano                |
| U-Bahn-Haltepunkt / Haltestelle | 22,1                | Karhukallio                | Karhukallio                |
| U-Bahn-Haltepunkt / Haltestelle | 22,8                | Kauppamyllyntie            | Kauppamyllyntie            |
| U-Bahn-Abzweig geradeaus, nach links und von links · U-Bahn-Betriebs-/Güterbahnhof Streckenende und quer |                     | Depot                      | Depot                      |
| U-Bahn-Strecke von rechts · U-Bahn-Haltepunkt / Haltestelle | 23,5                | Roihupelto                 | Roihupelto                 |
| U-Bahn-Abzweig geradeaus, nach links und von links · U-Bahn-Kreuzung geradeaus unten |                     | Zufahrt Metro-Depot        | Zufahrt Metro-Depot        |
| U-Bahn-Bahnhof Tunnelanfang · U-Bahn-Kopfbahnhof Streckenende | 24,5                | Itäkeskus                  | Itäkeskus                  |

Die Schnellstraßenbahnlinie 15 (finnisch: Pikaraitiolinja 15, auch als Raide-Jokeri bzw. schwedisch Spårjokern bekannt) ist eine Schnellstraßenbahnstrecke in der finnischen Hauptstadt Helsinki. Die dort verkehrende Linie 15 ersetzte die Linie 550, die die meistgenutzte Buslinie im Verkehrsverbund Helsingin seudun liikenne war. In einem weiten Halbkreis erschließt die 24,5 km lange meterspurige Strecke die Stadt Espoo und die nördlichen Stadtteile Helsinkis. Die Bauarbeiten begannen 2019, die Eröffnung fand am 21. Oktober 2023 statt. Vorläufig ist keine Verbindung zur Straßenbahn Helsinki vorgesehen.

## Projektentwicklung

### Planung
1990 legte die Stadt Helsinki einen Plan für eine tangentiale Schnellstraßenbahn von Itäkeskus nach Leppävaara vor, die als Jokeri bezeichnet wurde – abgeleitet von Joukkoliikenteen kehämäinen raideinvestointi („eine kreisförmige Eisenbahninvestition für den öffentlichen Verkehr“). Die Strecke sollte etwa 21 km lang sein, die Kosten hätten rund 750 Millionen Finnische Mark betragen. Der Verkehrsplan für den Großraum Helsinki von 1994 stufte die Jokeri-Bahn als Projekt ein, das sofort umgesetzt werden sollte. Nach dem Pensionierung des Planungsdirektors gab der städtische Verkehrsbetrieb Helsingin kaupungin liikennelaitos (HKL) die Schnellstraßenbahnpläne jedoch auf. Stattdessen fiel der Beschluss, eine Buslinie einzurichten, da die Kosten für die Schnellstraßenbahn im Verhältnis zu den geschätzten Fahrgastzahlen als zu hoch angesehen wurden. Der Verkehrsplan von 1998 schlug vor, Planung und Bau der Schnellstraßenbahn auf die Zeit nach 2030 zu verschieben.
Im August 2003 nahm die Jokeri-Buslinie 550 ihren Betrieb auf. Sie führte über eine Entfernung von 25 km von Itekäskus nach Tapiola und folgte im Wesentlichen der Ringstraße Kehä I. Dabei erschloss sie die Bahnhöfe Oulunkylä, Huopalahti, Pitäjänmäki und Leppävaara sowie die U-Bahnhöfe Itäkeskus und Tapiola der Metro Helsinki. Die weit über den Erwartungen liegende Nutzung führte dazu, die Verwirklichung der Schnellstraßenbahn zu beschleunigen. Im Jahr 2015 wurden werktäglich rund 40.000 Fahrgäste gezählt, für 2025 wurde mit 90.000 gerechnet, was die Kapazität bei weitem überschritten hätte. Das Stadtplanungsamt legte im Mai 2009 einen vorläufigen Masterplan vor. Die ursprüngliche Kostenschätzung belief sich auf 212 Millionen Euro, und das Stadtplanungsamt empfahl die sofortige Weiterführung der Projektplanung.
Im selben Jahr erteilte der HKL-Vorstand den Auftrag für eine Untersuchung, ob der Joker als Bus- oder O-Bus-Linie ausgebaut werden könne. Der Rat der Hauptstadtregion und der Verkehrsverbund Helsingin seudun liikenne (HSL) testeten drei Gelenkbus-Modelle, deren Anschaffungspreis jedoch im Verhältnis zur zusätzlich benötigten Kapazität und wegen der Notwendigkeit, die Haltestellen und die Verkehrsregelung zu ändern, zu hoch war. 2011 erstellte die HSL eine separate Projektstudie zum O-Bus-Verkehr. Bereits 2003 hatten der Rat der Hauptstadtregion und das Verkehrs- und Kommunikationsministerium eine Studie beim deutschen Beratungsunternehmen TransportTechnologie-Consult Karlsruhe GmbH in Auftrag gegeben. Es sollte untersuchen, ob die Jokeri-Linie mit der Metro Helsinki verknüpft werden könne. Aufgrund des Umfangs der erforderlichen Änderungen am Straßenbahnnetz und der fehlenden Rentabilität wurde die Idee aufgegeben. Der Verkehrsplan von 2015 sah die Umsetzung bis 2025 vor.

### Baubeschluss und Auftragnehmer
Der Projektplan für die Jokeri-Bahn lag im Januar 2016 vor und schätzte die Baukosten auf 275 Millionen Euro. Die Umsetzung der Detailplanung begann im April 2016, nachdem das Kabinett Sipilä die Finanzierung zugesagt hatte. Die Regierung beschleunigte das Projekt, indem sie ein Drittel der Gesamtkosten (d. h. 84 Millionen Euro) bereitstellte – unter der Bedingung, dass die Entscheidungsfindung und der Bau so rasch wie möglich von den Städten durchgeführt werden. Am 13. Juni 2016 genehmigte der Stadtrat von Espoo das Projekt mit 59 zu 16 Stimmen, zwei Tage später fällte der Stadtrat von Helsinki den entsprechenden Beschluss einstimmig.
Auf der Grundlage des Projektplans wurden die erforderlichen Zonenänderungen für die Jokeri-Bahn durchgeführt und das Bauprojekt Anfang 2017 ausgeschrieben. Für die Bauplanung fiel im Juni 2017 die Wahl auf ein Konsortium bestehend aus Ramboll Finland, Sito (heute Sitowise) und VR Track (heute NRC Group Finland). Im Oktober 2017 wurden YIT und VR Track als Auftragnehmer ausgewählt. Die endgültige detaillierte Kostenschätzung lag im Januar 2019 vor; gerechnet wurde mit 386 Millionen Euro auf der Preisbasis vom Dezember 2018.

### Bauarbeiten

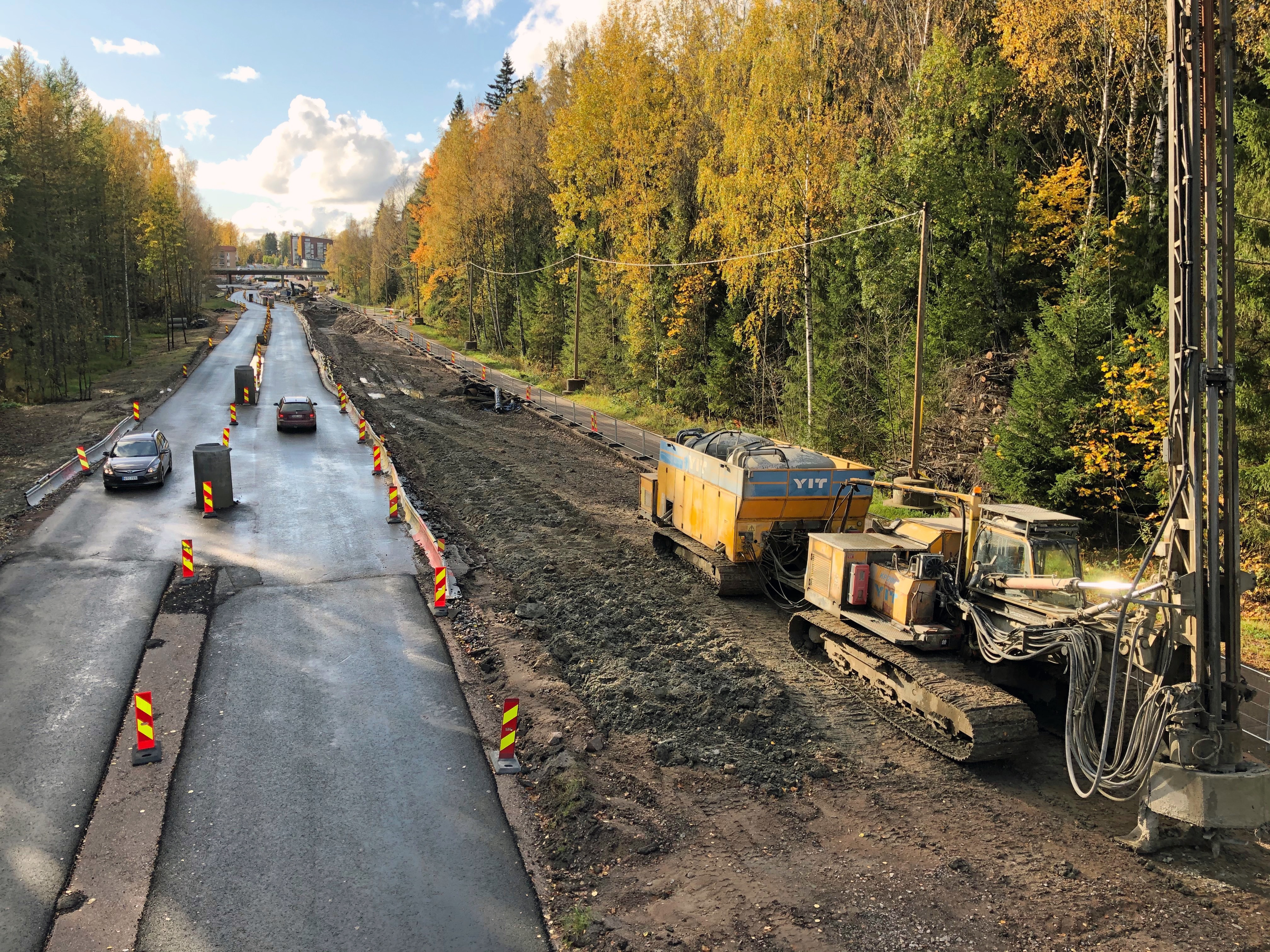
Bauarbeiten (Oktober 2020)

Die Bauarbeiten begannen offiziell am 3. Juni 2019 mit dem Ziel, die Straßenbahn im Juni 2024 fertigzustellen. Unter anderem dank der milden Winter 2019 und 2020 gingen sie deutlich schneller voran als erwartet. So waren bis Mai 2021 bereits 55 % der Bauarbeiten abgeschlossen und 11 km Doppelgleis verlegt. Auch gaben die Verantwortlichen bekannt, dass der Verkehr fünf Monate früher als geplant, nämlich bereits Anfang 2024, aufgenommen werden könnte. Ende 2021 waren die meisten Abschnitte in Espoo fertiggestellt, nur an der Endstation Keilaniemi und in Leppävaara wurde noch gearbeitet; auch in Helsinki waren zu diesem Zeitpunkt mehrere Abschnitte vollendet, darunter der Tunnel am Bahnhof Huopalahti. Schließlich waren im August 2022 alle Gleise zwischen den beiden Endstationen verlegt. Insgesamt waren 6000 Stück 18-Meter-Schienen auf der Strecke verlegt und 35.000 Tonnen Schotter verbaut worden; hinzu kamen der Einbau von 64.900 Schwellen und das Eingießen von 24.000 Kubikmeter Beton in die Gleisplatten. Ende Oktober 2022 wurde der Strom in den Oberleitungen eingeschaltet, um im darauffolgenden Monat vom Depot Roihupelto aus mit den Testfahrten beginnen zu können.
Nachdem zwischenzeitlich August 2023 als möglicher Eröffnungstermin genannt worden war, kam es zu kleineren Verzögerungen. Mitte September 2023 gab die HSL schließlich bekannt, dass die Jokeri-Bahn ihren Betrieb am 21. Oktober 2023 aufnehmen wird, was immer noch mehr als ein halbes Jahr vor dem ursprünglich geplanten Termin war. Die Endstation in Helsinki befindet sich an der U-Bahn-Station Itäkeskus.

## Streckenbeschreibung

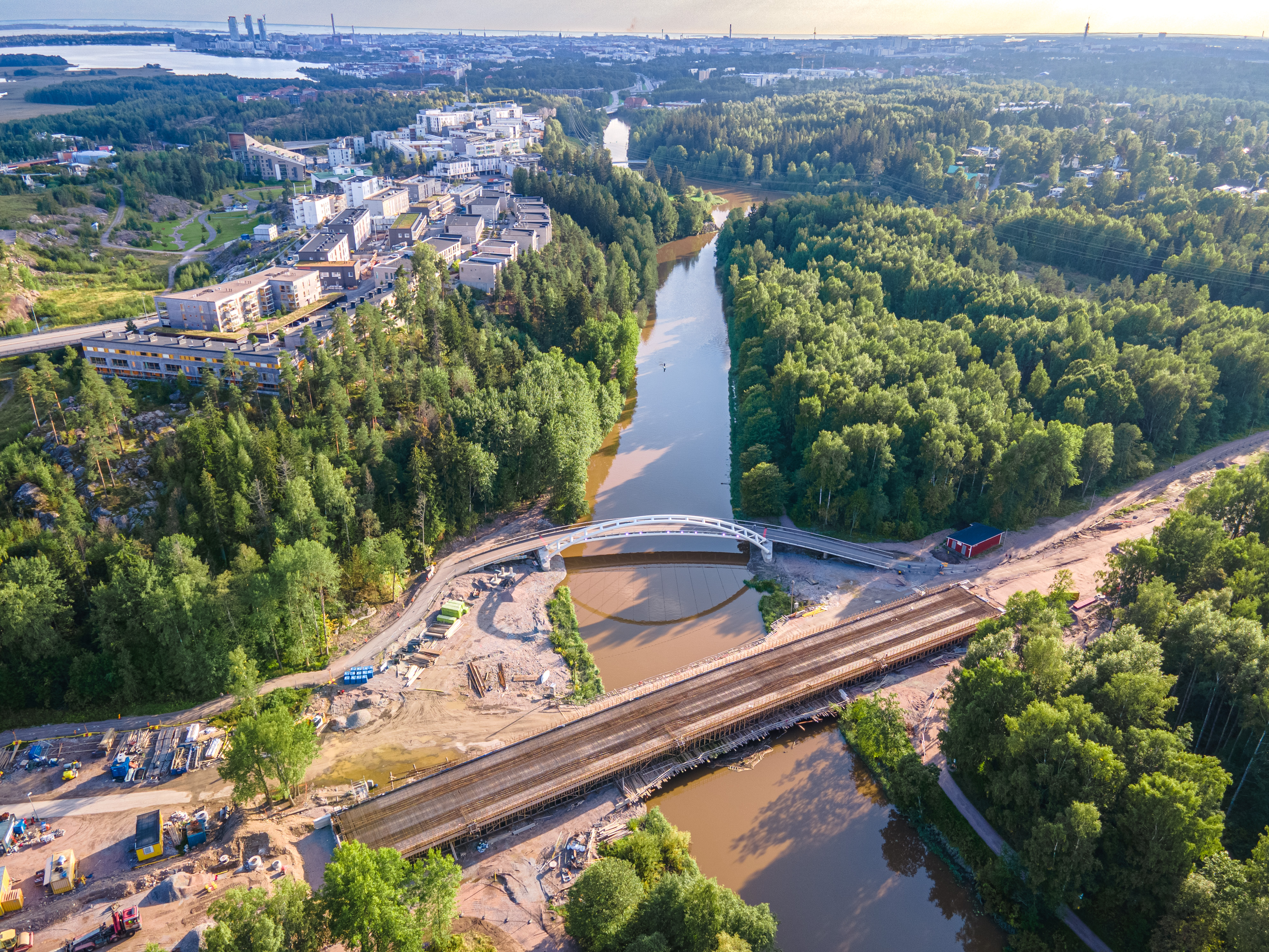
Brücke über den Vantaanjoki

Die vollständig doppelspurige Strecke der Jokeri-Bahn ist 24,5 km lang, wovon rund 8,5 km auf dem Stadtgebiet von Espoo und 16 km auf dem Stadtgebiet von Helsinki liegen. Die Trasse entspricht im Wesentlichen dem Verlauf der bisherigen Buslinie 550; sie besitzt aber zum größten Teil einen vom übrigen Verkehr getrennten Gleiskörper. Dadurch wird ein möglichst schneller und störungsfreier Verkehrsfluss gewährleistet. Die Straßenbahn kreuzt an einigen Stellen den Automobilverkehr, hat aber an Ampeln Vorrang.
Im Espooer Abschnitt verläuft die Straßenbahn, anders als die Buslinie, die von Laajalahti über Tapiola zum Busbahnhof Westendinasema führt, über den Otaniemi-Campus der Aalto-Universität, wobei sich die Endstation in der Nähe der U-Bahn-Station Keilaniemi befindet. Ursprünglich sollte die Straßenbahn ebenfalls über Tapiola verlaufen, doch die Route wurde 2013 geändert, weil die Straßenbahn im Zusammenhang mit dem Bau der U-Bahn-Station Tapiola nicht ausreichend berücksichtigt worden war. Es gibt sechs neue Brücken über die Ring- und Nationalstraßen und den Fluss Vantaanjoki sowie einen 400 Meter langen Tunnel unter dem Hügel Patterimäki in Pitäjänmäki. Das Depot befindet sich im Industriegebiet Roihupelto neben den Depot der Metro Helsinki.
Obwohl es vorerst keine Gleisverbindung zur Straßenbahn Helsinki gibt, beträgt die Spurweite der Jokeri-Bahn ebenfalls 1000 mm. Die Normalspur von 1435 mm wäre eine Option gewesen; doch der Betreiber wünschte, dass die Wagen und die Infrastruktur so kompatibel wie möglich mit dem bestehenden Straßenbahnnetz und den dort verwendeten Wagen sind.

## Betrieb
Die Fahrzeit von einem Ende der Strecke zum anderen beträgt etwa eine Stunde. Nach der Eröffnung am 21. Oktober wird zunächst im Zehn- oder Zwölf-Minuten-Takt gefahren, da noch nicht alle Fahrzeuge vorhanden sind. Mit zunehmender Zahl der ausgelieferten Fahrzeuge wird der Takt schrittweise bis auf sechs Minuten verdichtet. An Werktagen verkehren die Straßenbahnen ab 4:30 Uhr, an Wochenenden ab 5:30 Uhr; Betriebsschluss ist an allen Tagen um 1:15 Uhr. Die Jokeri-Schnellstraßenbahn erhielt die Liniennummer 15; die Buslinie 550 wird zunächst weiterbetrieben, bis der Takt der Straßenbahn dicht genug ist. Die gesamte Jokeri-Bahn verläuft durch die Zone B des Verkehrsverbundes Helsingin seudun liikenne.

## Fahrzeuge

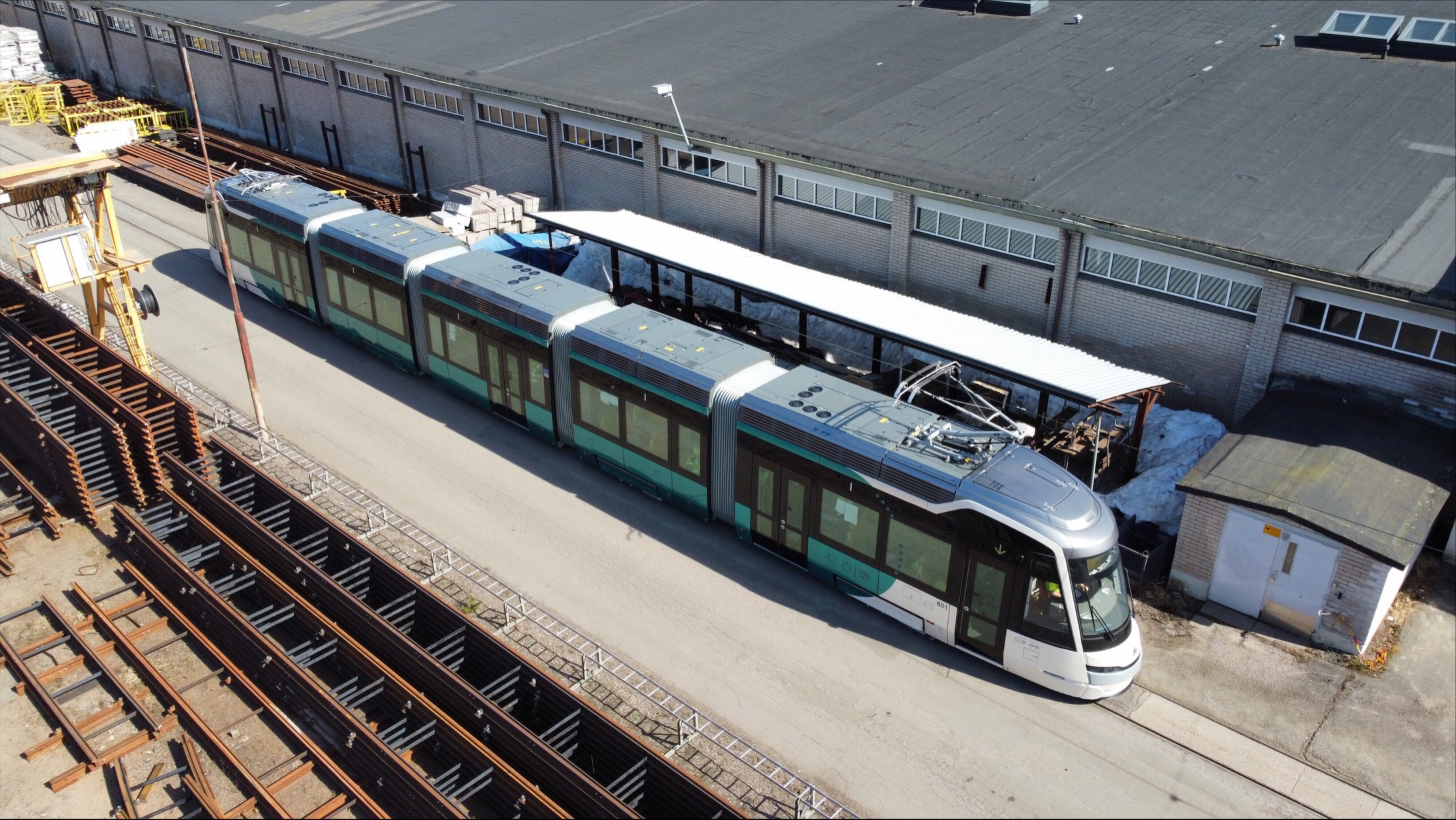
ForCity Smart Artic X54

Der Betrieb der Jokeri-Bahn wird mit Straßenbahnwagen der Serie ForCity Smart Artic X54 des tschechisch-finnischen Herstellers Škoda Transtech durchgeführt, einer Variante der Serie Škoda Artic. Sie sind 34,5 Meter lang und können auf 44 Meter verlängert werden. Škoda Transtech hat die technischen Lösungen für die Wagen entworfen, während Idis Design aus Turku für das Design und die Gestaltung verantwortlich ist. Insgesamt sind 29 Wagen bestellt worden. Sie sind 100 % niederflurig, für den Zweirichtungsbetrieb eingerichtet und bieten 82 Sitz- und 214 Stehplätze. Die Höchstgeschwindigkeit der Wagen beträgt 80 km/h, bei einer Durchschnittsgeschwindigkeit von etwa 25 km/h. Somit ist die Jokeri-Bahn deutlich schneller als die Straßenbahn Helsinki, die im Durchschnitt mit 15 km/h unterwegs ist.

## Liste der Haltestellen
| Name (finnisch / schwedisch)                 | km   | Anschlusslinien                              | Lage   | Ort      |
| -------------------------------------------- | ---- | -------------------------------------------- | ------ | -------- |
| Keilaniemi / Kägeludden                      | 00,0 | Metro Helsinki (M1, M2)                      | Koord. | Espoo    |
| Otaranta / Otstranden                        | 00,6 |                                              | Koord. | Espoo    |
| Aalto-yliopisto / Aalto-universitetet        | 01,2 | Metro Helsinki (M1, M2)                      | Koord. | Espoo    |
| Maari / Maren                                | 02,1 |                                              | Koord. | Espoo    |
| Lahdenpohja                                  | 03,6 |                                              | Koord. | Espoo    |
| Laajalahti / Bredvik                         | 04,6 |                                              | Koord. | Espoo    |
| Linnoitustie / Befästningsvägen              | 05,1 |                                              | Koord. | Espoo    |
| Alberganesplanadi / Albergaesplanaden        | 05,8 |                                              | Koord. | Espoo    |
| Leppävaaran asema / Albergs station          | 06,3 | Vorortbahn Helsinki (A, E, L, U, X, Y)       | Koord. | Espoo    |
| Perkkaa / Bergans                            | 06,9 |                                              | Koord. | Espoo    |
| Vermo                                        | 07,6 |                                              | Koord. | Espoo    |
| Ravitie / Travvägen                          | 08,3 |                                              | Koord. | Espoo    |
| Talin siirtolapuutarha / Tali koloniträdgård | 09,3 |                                              | Koord. | Helsinki |
| Takomotie / Smedjevägen                      | 09,8 |                                              | Koord. | Helsinki |
| Kutomotie / Väverivägen                      | 10,2 |                                              | Koord. | Helsinki |
| Vihdintie / Vichtisvägen                     | 10,8 |                                              | Koord. | Helsinki |
| Huopalahden asema / Hoplax station           | 11,4 | Vorortbahn Helsinki (A, E, I, L, P, U, X, Y) | Koord. | Helsinki |
| Ilkantie / Vichtisvägen                      | 12,2 |                                              | Koord. | Helsinki |
| Hämeenlinnanväylä / Tavastehusleden          | 12,7 |                                              | Koord. | Helsinki |
| Pirkkola / Britas                            | 13,5 |                                              | Koord. | Helsinki |
| Pirjontie / Birgittavägen                    | 14,3 |                                              | Koord. | Helsinki |
| Maunula / Månsas                             | 14,7 |                                              | Koord. | Helsinki |
| Kustaankartano / Gustavsgård                 | 15,4 |                                              | Koord. | Helsinki |
| Teininpuisto / Djäkneparken                  | 16,0 |                                              | Koord. | Helsinki |
| Oulunkylän keskusta / Åggelby centrum        | 16,5 |                                              | Koord. | Helsinki |
| Oulunkylän asema / Åggelby station           | 17,0 | Vorortbahn Helsinki (D, I, K, P, R, T)       | Koord. | Helsinki |
| Veräjämäki / Grindbacka                      | 17,6 |                                              | Koord. | Helsinki |
| Viikinmäki / Viksbacka                       | 18,8 |                                              | Koord. | Helsinki |
| Viikin tiedepuisto / Viks forskarpark        | 19,8 |                                              | Koord. | Helsinki |
| Latokartano / Ladugården                     | 20,5 |                                              | Koord. | Helsinki |
| Karhukallio / Björnklippan                   | 22,1 |                                              | Koord. | Helsinki |
| Kauppamyllyntie / Handelskvarnsvägen         | 22,8 |                                              | Koord. | Helsinki |
| Roihupelto / Kasåkern                        | 23,5 |                                              | Koord. | Helsinki |
| Itäkeskus / Östra centrum                    | 24,5 | Metro Helsinki (M1, M2)                      | Koord. | Helsinki |